# Pavao Rauch
Pavao Rauch (ur. 20 lutego 1865 w Zagrzebiu, zm. 29 listopada 1933 w Martijancu) – chorwacki polityk i prawnik, ban Chorwacji w latach 1908–1910.

## Życiorys
Był synem Levina Raucha. Studiował prawo w Wiedniu i Budapeszcie.
Początkowo był zwolennikiem Koalicji Chorwacko-Serbskiej. Z jej ramienia uzyskał mandat parlamentarny w 1906 roku. Następnie zrzekł się mandatu i przystąpił do środowiska unionistów. W 1908 roku został banem Chorwacji. Władze centralne Austro-Węgier postawiły przed nim zadanie osłabienia wpływów koalicji chorwacko-serbskiej na życie polityczne. Po jej zwycięstwie w wyborach parlamentarnych Rauch doprowadził do rozwiązania chorwackiego parlamentu. W 1909 roku zainicjował wobec 53 członków serbskiej partii Srpska samostalna stranka proces karny w przedmiocie zdrady stanu. W trakcie rządów kładł nacisk na wznoszenie budynków użyteczności publicznej, rozwój kultury i handlu oraz unowocześnienie rolnictwa i transportu. Z pełnionej funkcji zrezygnował w 1910 roku i wycofał się z życia politycznego.